# Giannelli Imbula
Giannelli Imbula (født 12. september 1992 i Vilvoorde, Belgien) er en fransk fodboldspiller med rødder fra Congo, der spiller som midtbanespiller for Ligue 1-klubben Toulouse, udlejet fra Stoke City.

## Ungdomskarriere
Imbula har spillet i adskillige klubber som ung. Han startede med fodbolden i 1998 hvor han spillede for US Argenteuil i et år. Herefter skiftede han til Racing Colombes 92 i 2000 som han spillede hos indtil i 2004, hvorefter han tog til Paris Saint-Germain og spillede i et år. Herefter skiftede Imbula igen tilbage til Racing Colombes 92 i 2005 og spillede der indtil 2007. Han skiftede efter Racing Colombes 92 til Guingamp.

## Klubkarriere

### En Avant Guingamp
Imbula spillede for Guingamps ungdomshold i to år (2007-2009). Men i 2009 blev han rykket op til senior truppen, og blev permanent en førsteholdsspiller.
Den 16. oktober 2009 fik han både sin debut som professionel fodboldspiller og i Ligue 2 i en kamp imod Dijon FCO. Han blev dermed med sine 17 år, en måned og 4 dage den yngste spiller til at spiller i Ligue 2.
I maj 2013 blev Imbula årets spiller i Ligue 2. Imbula spillede i alt 91 ligakampe for klubben, indtil han i 2013 blev solgt.

### Olympique Marseille
Den 19. juli 2013 bekræftede Olympique Marseille, at de havde købt den unge midtbanespiller.

## Landshold
Imbula spiller (pr. januar 2014) på Frankrigs U21 landshold. Han spillede 2013 for landets U20 landshold, hvor han spillede tre kampe.
Imbula kan både spiller for Belgien, Demokratiske Republik Congo og Frankrig

## Personlige liv
Imbula er født i Vilvoorde i Belgien, men er opvokset i Frankrig. Hans forældre kommer fra den Demokratiske Republik Congo.